# Gutalax
Gutalax – czeski zespół grający ekstremalny rodzaj muzyki goregrind z elementami death metalu powstały w 2009 roku w miejscowości Křemže. Nazwa grupy ma związek z przyjętym groteskowym stylem zespołu i pochodzi od popularnego środka przeczyszczającego.

## Historia
Zespół powstał na początku roku 2009 na gruzach rozpadającej się, grającej w podobnej konwencji grupy Lunatic. Członkami pierwotnego składu zostali Průduch, Maty, Pouřík i Kebab. W tym składzie zespół nagrywa swoją płytę demo Telecockies, której zawartość trafia następnie na split wydany wspólnie z zespołem Cannibe. Zespół zaczyna intensywnie koncertować, występuje m.in. jako support zespołów Dead Infection, General Surgery czy Mucupurulent, oraz na rozmaitych wydarzeniach klubowych takich jak Adipocire fest, Grind your mouth, Toxic Party, Grind Stock i in.
W sierpniu 2010 roku do grupy dołącza Kojas (poprzednio grupa Olympic). Zespół nadal intensywnie koncertuje, nie tylko w Czechach ale i poza granicami. Jesienią 2010 Gutalax odbywa tournée ze znaną holenderską grupą Rectal Smegma a w styczniu 2011 grupa wchodzi do studia Davos w Vyškovie i nagrywa swój pierwszy pełnometrażowy album Shit Beast. Album ukazuje się nakładem czeskiej wytwórni Bizzare Leprous. Promując album grupa odbywa czeskie tournée wspólnie z polskim zespołem Ass To Mouth, bierze też  udział w kolejnych festiwalach takich jak Fekal party, Metalgate Czech Death Fest czy Afod fest.
W roku 2012 grupa koncertuje już w całej Europie, W ramach Fekal Gastro European Tour wspólnie z preszowskim grindcore'owym zespołem Spasm odbywa tournée po Słowenii, Włoszech, Holandii i Niemczech. Latem tego roku grupa występuje na najbardziej prestiżowym na świecie festiwalu tego gatunku Obscene Extreme 2012.
Kilka miesięcy później ze składu odchodzi Pouřík, zastępuje go były saksofonista Mr. Free (ex Never Hope). Trzy tygodnie później następuje kolejna zmiana, grupę opuszcza jeden z założycieli Průduch, zastępuje go Kohy grający dotychczas w zespole Memories Of Peril. W tym składzie zespół koncertuje w Portugalii, Szwajcarii, Austrii i w Niemczech.
W roku 2013 Gutalax odbywa duże tournée po Meksyku, a po powrocie wydaje w Bizarre Leprous 7" split wspólnie z legendarną hiszpańską grupą Haemorrhage. Płyta zatytułowana jest 911 (Emergency Slaughter) - Shit Evolution. Występuje też w ramach festiwalu Brutal Assault. Rok później grupa przystępuje do nagrywania swojej kolejnej płyty długogrającej Shit Happens, która ostatecznie ukazuje się nakładem niemieckiej wytwórni Rotten Roll Rex. Także w 2014 roku zespół odbywa mini tounee po Rosji, a następnie tournée po Bałkanach (Węgry, Rumunia, Mołdawia).
W latach 2014 i 2016 grupa ponownie występuje w ramach festiwalu Obscene Extreme, a w roku 2017 ukazuje się ich najnowszy album split (wspólnie z zespołem Spasm) zatytułowany The Anal Heros.
W lutym 2018 roku grupa odbywa duże tournée po Ameryce Łacińskiej, występując w takich krajach jak Meksyk, Kolumbia czy Brazylia.
Zespół kilkakrotnie gościł w Polsce, 26 kwietnia 2014 w warszawskim Fonobarze w ramach Grind Em All Fest, 11 listopada 2016 w ramach Gore Grind Death MAD LION Festival Vol.2 we Wrocławiu, a także dwukrotnie w 2017 roku: 10 lutego jako headliner podczas Toi Toi Party w chorzowskiej Leśniczówka Rock’n’Roll Cafe, a 11 lutego w Warszawie wspólnie z Nuclear Vomit w klubie Voodoo. Ostatni występ grupy w Polsce odbył się 22 sierpnia 2024 r. w Wałbrzychu podczas Metal Mine Festival. Zespół był headlinerem pierwszego dnia festiwalu. 

## Styl muzyczny
Muzyka zespołu to ekstremalna odmiana grindcore, tzw. goregrind. Występują w niej inspiracje holenderskim Rompeprop czy też niemieckim Cock And Ball Torture, jednakże twórczość zespołu cechuje oryginalność. Charakterystycznym elementem utworów jest niezrozumiały wokal, mimo iż piosenki posiadają treść. Teksty zespołu dotyczą najczęściej pornografii i tematyki toaletowej, co widać też w scenicznym image'u grupy. Zespół najczęściej występuje w kombinezonach ochronnych do nurkowania w szambie, a fani przynoszą na koncerty rolki papieru toaletowego czy szczotki do czyszczenia toalet.

## Skład zespołu
- Martin Matoušek [Maty] – wokal
- Pavel Troup [Kebab] – gitara basowa
- Lukáš Pour [Pouřík] – instrumenty perkusyjne (2009–2012)
- Petr Pour [Pruduch] – gitara (2009–2012)
- Tomáš Anderle [Kojas] – gitara (od 2010)
- Petr Svoboda [Free] – instrumenty perkusyjne (od 2013)
- Mira Kohout [Kohy] – gitara (2013–2019)

## Dyskografia
- 2009 – Telecockies (demo)
- 2010 – Mondo Cadavere – Telecockies (split)
- 2011 – Shit Beast (album)
- 2013 – 911 (Emergency Slaughter) - Shit Evolution (split)
- 2015 – Stinking Collection (kompilacja)
- 2015 – Shit Happens (album)
- 2017 – The Anal Heros (split)
- 2021 – Shitpendables (album)